# Курт Левин
Курт Цадек Левин (на немски: Kurt Zadek Lewin) е американски психолог от еврейски произход, талантлив и оригинален изследовател. В своето развитие тръгва от полето на гещалт психологията. Отдалечава се от класическия предмет на психологията, в лицето на явлението и понятието образ и се насочва към изследване на такива сложни психични образувания като личност, мотив, потребности, претенции, поведение, групова динамика, както и към важни експериментални принципи на психическо изследване.

## Биография
Роден е на 9 септември 1890 година в Могилно, Германска империя. Завършва Университета „Фридрих-Вилхем“ в Берлин и става професор в същия университет. След установяването на нацизма през 1933 г., емигрира в САЩ, където преподава в различни университети.
В американския си период от своето творчество разработва предимно социално-психологични проблеми. В общата си методологична ориентация той е релативист, създава релационна теория за личността, известна още като теория за полето или за жизненото пространство. В тази теория, която е лице на неговото творчество, прилага гещалт подход към анализа на личността и нейното поведение. Описва функционирането на човека в жизненото пространство с редица понятия, взети от естествознанието и топологията. Той контекстно пледира за изследване на човека и неговото обкръжение по начин, който удовлетворява постигането на истината.
За него сложните психични образувания като мотиви, потребности, взаимоотношения, ценности, претенции и проблеми, могат да се изследват успешно в естествена среда. Изучава от динамичната гледна точка: фрустрация и регресия (1937 – 1941), ниво на аспирации (1936 -1944), учене (1942). Левин държи психическия експеримент да моделира успешно това, което се случва с личността в реалния живот. Дава началото на така наречените ситуационни концепции за човешката психика.
Умира на 12 февруари 1947 година в Нютънвил, САЩ, на 56-годишна възраст.